# Маршалл Вейн
Маршалл Вейн (англ. Marshall Wayne, 25 травня 1912 — 16 червня 1999) — американський стрибун у воду.
Олімпійський чемпіон 1936 року.